# Ярдли, Джон
Джон Я́рдли (англ. John Yardley; род. 11 марта 1933, Беверли, Йоркшир и Хамбер) — английский художник-акварелист, самоучка, действительный член Королевского Института художников-акварелистов, один из самых узнаваемых ныне живущих художников-импрессионистов, работающих акварелью, автор книг и учебных курсов по технике рисования акварелью.

## Биография
Джон Ярдли родился в Беверли. После начала Второй мировой войны его семья переехала в Беркшир, а в 1945 году в Гастингс. Рисовать начал в школе, однако формального образования в области изобразительного искусства не получил. По словам самого художника это обстоятельство помогло ему сформировать «абсолютно свободный творческий стиль».
После окончания школы в 1948 году был призван на обязательную военную службу, после которой начал профессиональную карьеру в банковской сфере.
Продолжая экспериментировать с рисованием, интересуется творчеством британских живописцев Эдварда Сиго и Эдварда Вессона. После брака со своей коллегой по работе, Ярдли был переведен в другой офис банка, располагавшийся в районе улицы Пикадилли в Лондоне. Это позволило ему чаще бывать в основных галереях и музеях Лондона, а также посетить студию Вессона, личное знакомство с которым, считается отправной точкой становления Джона Ярдли, как художника.
В 1960 году первые работы художника были представлены в Королевском Институте художников-акварелистов в Лондоне. На протяжении двадцати лет Ярдли принимает участие в различных коллективных выставках, пытается продавать некоторые из своих работ через английские галереи, и много путешествует по Великобритании и Европе. Первая персональная выставка состоялась в 1980 году.

В середине 1980-х начинает сотрудничество с Alexander Gallery в Клифтоне, Бристоль, заставившее художника изменить свою жизнь. Вспоминает один из очевидцев тех событий:
Я встретил его однажды в Alexander Gallery в Клифтоне. Он был одним из художников-резидентов, и в тот день проходила его выставка. Помимо владельца галереи, в тот момент там были только он и его жена, поэтому я представился и мы немного побеседовали. Он — довольно застенчивый человек, но был очень приятен в общении. Позднее Рон Рэнсон (прим. автор книг о художниках и техниках рисования) рассказывал мне, что Ярдли начал сотрудничать с галереей после смерти Эдварда Вессона (прим. в 1983 году), который был там одним из их основных художников. Они искали кого-то похожего, и — на тот момент, по словам Рона, Джон писал в очень похожей манере, настолько, что, как говорил Рон, их работы было невозможно отличить друг от друга. Однако затем он сильно изменил свой стиль.
В 1986 году в возрасте 53 лет, Ярдли оставляет банковскую службу, полностью сосредоточившись на профессиональной карьере живописца. Также становится тьютором, и регулярно организует мастер-классы для начинающих художников. Работал в этом качестве в Philipps House, лондонских галереях, выпустил несколько документальных фильмов, посвященных технике акварели. В 1990-х — 2010-х годах увидели свет несколько изданий о жизни и творчестве Джона Ярдли.
Проживает в Райгите, Суррей, Англия.